# Tilikum (orque)
Pour les articles homonymes, voir Tilikum.
Tilikum, parfois surnommée « l’Orque tueuse » est une orque mâle née sauvage vers 1981 au large de l'Islande, capturée en 1983, puis exploitée au SeaWorld Orlando (Floride, États-Unis) de 1992 à sa mort, le 6 janvier 2017.
À l'origine de la mort de trois personnes, son histoire a inspiré le documentaire américain Blackfish.

## Biographie

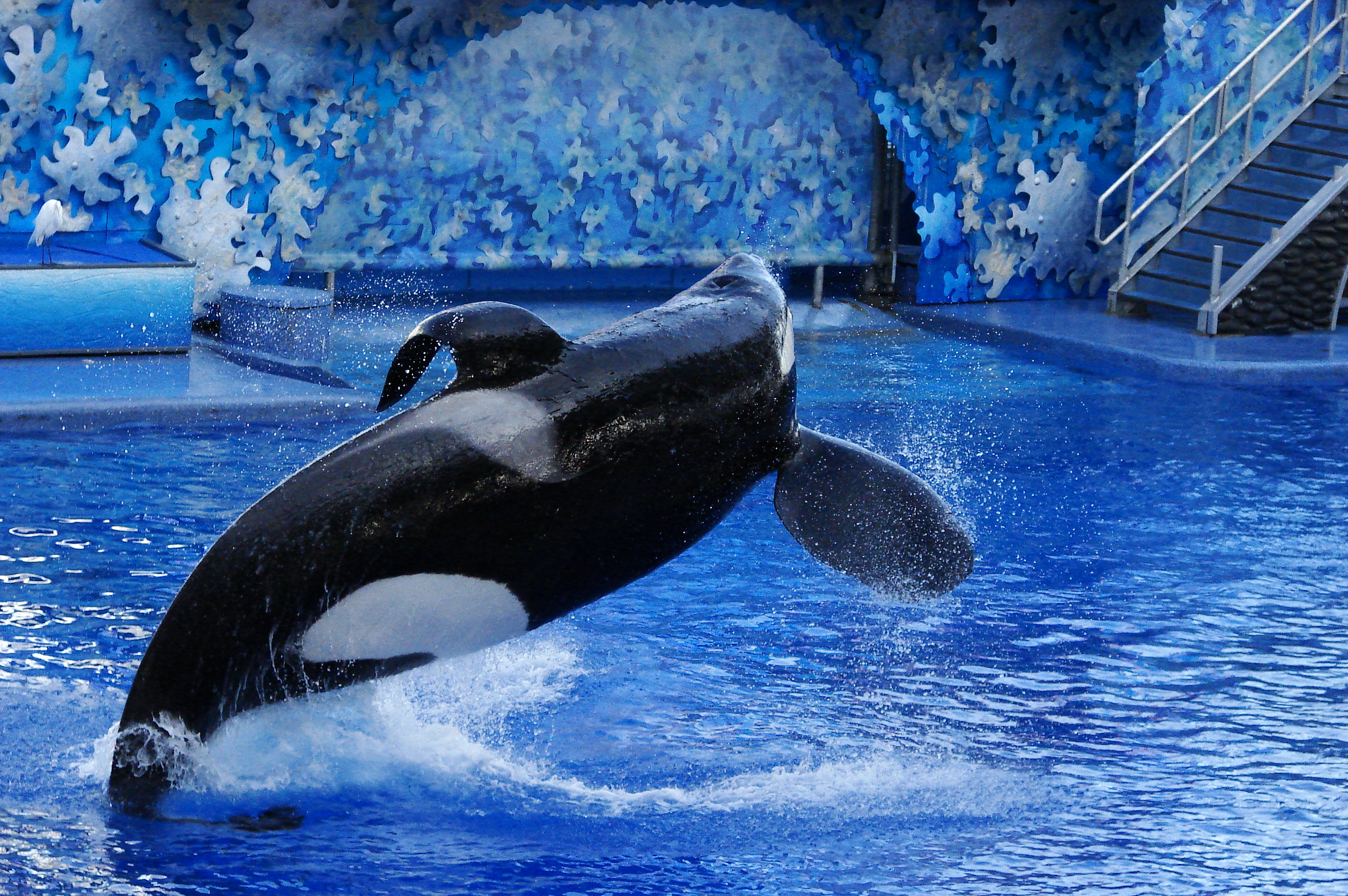
Tilikum au SeaWorld Orlando lors d'un spectacle Shamu (2009).

Tilikum a été capturé en 1983 à l'âge de deux ans et mesurait 3,5 mètres de long, dans les eaux islandaises. De 1984 à 1992, il vit au Sealand of the Pacific à South Oak Bay (en), en Colombie-Britannique. Il vit  ensuite -toujours en captivité- au SeaWorld Orlando en Floride, jusqu'à sa mort le 6 janvier 2017.
Adulte, Tilikum mesure 6,9 mètres de long et pèse 5,4 tonnes. Il est réputé comme étant la plus grosse orque en captivité. Sa nageoire dorsale est recourbée sur son côté gauche. Il est le père de 21 veaux, dont 11 sont encore en vie.
Il a été impliqué dans la mort de trois personnes au cours de sa captivité. Malgré cela, il a été utilisé comme mâle reproducteur dans le programme d'insémination artificielle de Seaworld. Aujourd'hui, 54 % des orques de Seaworld sont des descendants de Tilikum.
De nombreuses pétitions ont été lancées afin de lui rendre sa liberté.
Le 8 mars 2016, Seaworld publie un communiqué, dans lequel il annonce que Tilikum souffre d'une grave infection pulmonaire d'origine bactérienne. Celle-ci serait résistante au traitement antibiotique proposé depuis plusieurs semaines. Son pronostic vital est donc engagé, le vétérinaire de Seaworld ayant déclaré que même « s'il voulait être démesurément optimiste, l'état de santé de Tilikum était très préoccupant ». Tilikum meurt le 6 janvier 2017 de cette infection, Sea Shepherd accuse la captivité d'en être la cause,.

## Accidents

### Keltie Byrne
Le 20 février 1991, une étudiante en biologie sous-marine s'approche de Tilikum, l'orque l'attaque et tente de la noyer, l'un des entraîneurs lui tend alors une perche, mais au moment où elle parvient à l'attraper, l'orque repart à l'attaque et la tue par noyade.

### Daniel P. Dukes
Le 6 juillet 1999, un individu du nom de Daniel P. Dukes s'introduit de nuit dans le parc. Le lendemain, il est retrouvé nu et mort dans la piscine de Tilikum. Il est possible que l'orque l'ait noyé car son corps était couvert d'écorchures et de blessures.

### Dawn Brancheau
Le 24 février 2010, au parc marin d'Orlando, Dawn Brancheau, dresseuse d'orque du Seaworld d'Orlando, et Tilikum donnent une représentation de leur numéro. L'orque obéit normalement à toutes les sollicitations de la dresseuse pendant la majeure partie du spectacle. La dresseuse commande à l'orque de faire le tour du bassin en saluant le public avec une de ses nageoires pectorales, mais celui-ci ne répond pas au coup de sifflet censé lui indiquer la fin de l'ordre. Lorsque Tilikum rejoint le bord du bassin, Dawn lui signifie un silence de 3 secondes, lui faisant comprendre qu'il n'a pas répondu correctement aux attentes.
À la fin du spectacle, Dawn Brancheau rejoint une plate-forme pour une séance relationnelle, montrant le dresseur caresser et nourrir l'orque, quand l'animal l'attrape par le bras, l'entraîne sous l'eau et la noie. Le rapport du médecin légiste révèlera diverses lacérations, hémorragies et fractures.

#### Hypothèse sur l'accident
John Jett, ancien dresseur dans le parc d'Orlando, a une explication sur le comportement de Tilikum pendant le spectacle. En effet, les dresseurs disposent d'un stock de poisson à distribuer aux orques pour les récompenser lorsqu'ils réussissent un numéro, or Dawn était en manque de poisson sur le bord du bassin, l'obligeant ainsi à diminuer la dose de récompenses après chaque exercice demandé, ce qui aurait frustré et énervé l'orque.

#### Controverse
Lors du procès, la direction de SeaWorld prétextera dans un premier temps que Dawn Brancheau a glissé dans le bassin, puis, dans un second temps, par l'intermédiaire du dresseur surveillant le spectacle, que Tilikum a saisi la dresseuse par sa queue de cheval, rejetant ainsi toute la responsabilité sur Brancheau. Poussé dans ses retranchements lors de son audition, le surveillant avoue ne pas être sûr de cette version, n'ayant pas vu distinctement l'orque agripper les cheveux de Dawn Brancheau. Seaworld avait de toute façons pris la précaution de faire signer à ses employés une décharge pour de tels risques, se protégeant contre toute éventualité.

## Documentaire
- Tilikum apparaît dans le documentaire Blackfish (2013) de CNN Films[8].